# Gijón
Gijón (asztur-leóni nyelven Xixón) város Spanyolország északnyugati részén, Asztúria autonóm közösségben. A provincia legnagyobb városa. Fontos kikötőváros. Lakosainak száma 2021-ben 268 896 volt.

## Fekvése
Spanyolország északnyugati részén, Asztúria autonóm közösségben található.
A városközpont közelében húzódó hosszú, homokos strand nyáron igen népszerű.

### Távolságok
A várostól való távolságok:
- Madrid: 487 km
- Barcelona: 827 km
- León: 122 km
- Portugália határa: 109 km
- Franciaország határa: 296 km
- Andorra: 612 km

## Története
A római korban és a középkorban Gigia néven volt ismert.

## Gazdasága
- Fontos kikötőváros.
- Gazdaságában a nehézipar, a kohászat, a hajógyártás emelkedik ki.

Jelentős a halászat és a turizmus.

## Nevezetességei
- Revillagigedo-palota
- Almaborfa: 3200 db almaboros (asztúriai nevén: sidra) üvegből készült, modern stílusú szobor[2]

## A város szülöttei
- Gaspar Melchor de Jovellanos (1744–1811) spanyol író, ügyvéd, politikus és tudós.
- Luis Enrique (1970) labdarúgó, edző
- Alberto Entrerríos (1976) kézilabdázó
- II. Paco Ignacio Taibo (1949) író
- Arturo Fernández (1929–2019) spanyol színész

## Népesség
A település lakosságának változását az alábbi diagram mutatja:
| Lakosok száma | 269 270 | 271 039 | 274 037 | 277 554 | 277 733 | 275 735 | 272 365 | 271 780 | 267 706 | 268 561 |
|               | 2001    | 2004    | 2007    | 2009    | 2012    | 2014    | 2017    | 2019    | 2022    | 2024    |

## Sportélete
A város neves labdarúgócsapata a Sporting de Gijón.

## Fordítás
- Ez a szócikk részben vagy egészben  a   Gijón című angol Wikipédia-szócikk fordításán alapul.  Az eredeti cikk szerkesztőit annak laptörténete sorolja fel. Ez a jelzés csupán a megfogalmazás eredetét és a szerzői jogokat jelzi, nem szolgál a cikkben szereplő információk forrásmegjelöléseként.